# Ommatoiulus haackeri
Ommatoiulus haackeri är en mångfotingart som beskrevs av Jean-Paul Mauriès 1969. Ommatoiulus haackeri ingår i släktet Ommatoiulus och familjen kejsardubbelfotingar. Inga underarter finns listade i Catalogue of Life.